# Hana Stupica
Hana Stupica, slovenska oblikovalka in ilustratorka, * 1988, Ljubljana.

## Življenje
Hana Stupica se je rodila leta 1988 v Ljubljani, kjer še vedno živi in ustvarja. Že od otroštva je živela z likovno umetnostjo. Njena babica, priznana ilustratorka Marlenka Stupica, je bila iz generacije prvih študentov ljubljanske likovne akademije. Njen ded, Gabrijel Stupica, je bil eden izmed vodilnih slovenskih slikarjev 20. stoletja in profesor na Akademiji za likovno umetnost v Ljubljani. Hanina mati Marija Lucija Stupica je s svojimi ilustracijami pustila globok pečat v slovenski ilustraciji. Njen oče je grafični oblikovalec Jeff Pivač.

## Izobraževanje
Hana Stupica je leta 2006 uspešno končala umetniško gimnazijo likovne smeri v okviru Srednje šole za oblikovanje in fotografijo v Ljubljani. Obenem je obiskovala še Srednjo glasbeno in baletno šolo Ljubljana. Po končani gimnaziji se je vpisala na Akademijo za likovno umetnost in oblikovanje v Ljubljani (ALUO), smer vizualne komunikacije, kjer je leta 2016 diplomirala.

## Delo
Glavni liki njenih ilustracij so živalski liki, odeti v kostume. Blizu so ji veliki nemški renesančni in flamski baročni umetniki, zato si kompozicijo rada izposodi pri kakšnem od njih, nato pa ilustracije dodela v svoji estetiki.
Že med študijem vizualnih komunikacij na Akademiji za likovno umetnost in oblikovanje je začela risati za reviji Ciciban in Cicido. V teh dveh revijah za najmlajše še vedno objavlja.
Doslej je svoja dela razstavljala na skupinskih razstavah doma in v tujini. Prvo samostojno razstavo je imela leta 2015 v Steklenem atriju Mestne hiše v Ljubljani. Predstavila je ilustracije iz knjige Rokavička, ki je izšla pri Založbi Mladinska knjiga. S svojimi ilustracijami se je udeležila 10., 11., 12. in 13. Bienala slovenske knjižne ilustracije v Cankarjevem domu v Ljubljani (leta 2012, 2014, 2016 in 2018). Z ilustracijo je sodelovala tudi v knjigi Anje Štefan, Svet je kot ringaraja, Založbe Mladinska knjiga ter Medvedi in medvedki (tudi Mladinska knjiga). Konec leta 2017 je pri Založbi Miš izšla knjiga Schonwerthove pravljice z njenimi ilustracijami.
Oblikovala je likovno zasnovo za lutkovno predstavo Zajčkova hišica, ki je na sporedu v Lutkovnem gledališču Ljubljana.
Trenutno pripravlja slikanico Zajčkova hišica, ki bo izšla pri Mladinski knjigi.
Za ponatis Mahajane, Grafenauerjevega dela za otroka in odrasle, je osvežila ilustracije, ki jih je pred 30 leti naredila Marija Lucija Stupica.
Ustvarja tudi različne izdelke, kot so zvezki, priponke, začasne tetovaže ter celo podloge za jogo. Prav tako s svojimi ilustracijami sodeluje pri nastajanju rolk.  

## Nagrade
Za svojo prvo slikanico Rokavička, izdano leta 2014 pri Mladinski knjigi, je na 11. Slovenskem bienalu ilustracije prejela nagrado Hinka Smrekarja in s tem postala najmlajša dobitnica te prestižne nagrade.
Leta 2015 je bila nominirana za Levstikovo nagrado ter za nagrado Izvirna slovenska slikanica.
Leta 2017 in 2018 je na Slovenskem oglaševalskem festivalu v Portorožu prejela posebno priznanje za najboljšo ilustracijo v oglaševanju, in sicer za Sladico ter za ilustracije za vina Fedora - Zgodbe za vina Fedora (Tetoviranec, Snubec, Šepavec in Lovec).
Leta 2019 so njene ilustracije za vina Fedora prejele Plaketo Hinka Smrekarja na 13. Slovenskem bienalu ilustracije in Nagrado Brumen na 9. Bienalu slovenskega oblikovanja Brumen.